# 26. септембар
26. септембар (26.9.) је 269. дан у години по грегоријанском календару (270. у преступној години). До краја године има још 96 дана.

## Догађаји
- 1186 — Дубровник склопио мир са српским великим жупаном Стефаном Немањом, који је у два наврата покушао да заузме тај град. Споразум о миру био основ за касније уговоре Србије и Дубровника.
- 1371 — Маричка битка: код Черномена, Турци Османлије поразили српску војску браће Мрњавчевића, краља Вукашина и деспота Угљеше, који су у боју погинули.
- 1580 — Енглески морепловац и гусар Френсис Дрејк упловио у луку Плимут на завршетку свог путовања око света, које је трајало 33 месеца. Дрејк био први Енглез који је опловио земљу, за шта је добио титулу витеза од краљице Елизабете.
- 1687 — У бици с Турцима топовско тане млетачке војске изазвало експлозију у којој су тешко оштећени Партенон и Пропилеји на Акропољу, где је турска војска држала муницију.
- 1815 — Русија, Аустрија и Пруска формирале Свету алијансу, коју су касније потписали сви европски владари осим британског регента, папе и турског султана. Циљ савеза био да угуши револуционарне покрете у Европи после Француске револуције и Наполеонових ратова.
- 1853 — Јосиф Панчић постаје контрактуални професор новооформљене Катедре јестаствене историје и агрономије у Лицеју у Београду, указом кнеза Александра Карађорђевића.
- 1907 — Нови Зеланд, који је био колонија Велике Британије, постао доминион у оквиру Британског комонвелта.
- 1918 — Савезници у Првом светском рату почели општу офанзиву која је почетком октобра довела до слома Централних сила и завршетка рата.
- 1941 — У Ужицу су у Другом светском рату - два дана после ослобођења града - прорадиле партизанске фабрике муниције и текстила, у којима су ткани завоји и рубље за борце.
- 1960 —
  - Кубански председник Фидел Кастро одржао је најдужи говор у историји УН. Говор је трајао чак 4 часа и 29 минута.
  - Одржан први ТВ-дуел председничких кандидата. У оквиру кампање за председника САД, на националној телевизији суочили се тадашњи потпредседник Ричард Никсон и сенатор Џон Кенеди.
- 1969 — У Боливији војна хунта под вођством генерала Алфреда Ованда Кандије оборила председника Силеса Салинаса.
- 1980 — У Минхену на фестивалу пива у експлозији подметнуте бомбе погинуло 13, повређено више од 200 особа.
- 1984 — Уједињено Краљевство и Кина се споразумеле о враћању Хонгконга 1997. под суверенитет Кине. Хонгконг припао Британцима на основу мировног уговора у Нанкингу 1842, после Првог опијумског рата.
- 1988 — Канадском атлетичару Бену Џонсону одузета је златна медаља на 100 метара због позитивног резултата теста на допинг.
- 1989 — Вијетнам повукао своје трупе из Камбоџе, које су у тој земљи биле од краја 1978, оставивши снаге владе Хун Сена да се саме боре против маоистичке герилске организације „Црвени Кмери“.
- 1995 — Почело суђење бившем премијеру Италије Ђулију Андреотију, под оптужбом да је имао блиске везе с мафијом. Андреоти седам пута биран за премијера Италије и био је један од симбола послератне Италије.
- 1997 —
  - Италијански суд осудио мафијашког боса Салватора Рина и 23 његова најближа сарадника на доживотни затвор због убиства судије Ђованија Фалконеа 1992.
  - У земљотресу у централној Италији 11 особа изгубило живот, тешко оштећена средњовековна базилика Светог Фрање Асишког у Асизију.
- 2000 — Грчки ферибот „Експрес Самина“ налетео на подводни гребен код острва Парос и потонуо за 20 минута. У удесу брода који је превозио преко 500 путника, живот изгубило њих 72.
- 2001 — Белгија предала Међународном суду за Руанду бившег руандског министра за финансије Емануела Ндиндабахизија, оптуженог за умешаност у геноцид.

## Рођења
- 1849 — Иван Павлов, руски физиолог, добитник Нобелове награде за физиологију или медицину (1904). (прем. 1936)[1]
- 1888 — Томас Стернс Елиот, америчко-британски песник, есејиста, драматург, издавач и књижевни критичар, добитник Нобелове награде за књижевност (1948). (прем. 1965)
- 1889 — Мартин Хајдегер, немачки филозоф. (прем. 1976)
- 1897 — Папа Павле VI. (прем. 1978)
- 1898 — Џорџ Гершвин, амерички композитор и пијаниста. (прем. 1937)
- 1905 — Карл Рапан, аустријски фудбалер и фудбалски тренер. (прем. 1996)
- 1907 — Ентони Блант, енглески историчар уметности и шпијун Совјетског Савеза. (прем. 1983)
- 1923 — Мија Алексић, српски глумац и комичар. (прем. 1995)
- 1931 — Славка Јеринић, српска глумица. (прем. 1997)
- 1941 — Раде Петровић, српски певач. (прем. 2024)
- 1945 — Брајан Фери, енглески музичар.
- 1948 — Оливија Њутон Џон, енглеско-аустралијска музичарка, глумица, плесачица и активисткиња. (прем. 2022)
- 1948 — Братислав Петковић, српски редитељ, драматург и политичар. (прем. 2021)
- 1951 — Харис Џиновић, босанскохерцеговачки певач.
- 1952 — Предраг Милетић, српски глумац.
- 1956 — Линда Хамилтон, америчка глумица.
- 1957 — Клаус Аугенталер, немачки фудбалер и фудбалски тренер.
- 1961 — Синди Херон, америчка певачица, глумица и модел, најпознатија као чланица групе En Vogue.
- 1962 — Драган Манце, српски фудбалер. (прем. 1985)
- 1962 — Олаф Олафсон, исландски писац и бизнисмен.
- 1965 — Радисав Ћурчић, српски кошаркаш.[2]
- 1968 — Џејмс Кавизел, амерички глумац.
- 1970 — Шери Мун Зомби, америчка глумица, модел и плесачица.
- 1976 — Михаел Балак, немачки фудбалер.
- 1976 — Ивана Мрваљевић, црногорска глумица, продуценткиња и културна радница. (прем. 2024)
- 1976 — Анџела Тајгер, француска порнографска глумица и редитељка.
- 1981 — Серена Вилијамс, америчка тенисерка.[3]
- 1981 — Аледин Јахја, туниски фудбалер.
- 1981 — Марина Маљковић, српска кошаркашка тренеркиња.
- 1981 — Кристина Милијан, америчка глумица и музичарка.
- 1983 — Рикардо Кварежма, португалски фудбалер.
- 1985 — Милан Милошевић, босанскохерцеговачки кошаркаш.
- 1988 — Џејмс Блејк, енглески музичар и музички продуцент.
- 1995 — Милош Вељковић, српски фудбалер.

## Смрти
- 1860 — Милош Обреновић, вођа Другог српског устанка, кнез Србије од 1815. до 1839. и од 1858. до смрти
- 1945 — Бела Барток, мађарски композитор и пијаниста (рођ. 1881)
- 1966 — Милан Дединац, српски писац и позоришни критичар. (рођ. 1902)[4]
- 1976 — Лавослав Ружичка, швајцарски хемичар (рођ. 1887)
- 1978 — Мане Сигбан, шведски физичар. (рођ. 1886)
- 1988 — Бранко Зебец, југословенски и хрватски фудбалер тренер. (рођ. 1929)
- 1990 — Алберто Моравија, италијански књижевник (рођ. 1907)
- 1992 — Сретен Марић, српски есејиста, преводилац и професор светске књижевности. (рођ. 1903)[5]
- 1994 — Шериф Гузми, шеф исламске терористичке организације у Алжиру (GIA)
- 1998 — Михајло Викторовић, српски глумац (рођ. 1929)
- 2002 — Бранислав Петровић, српски песник и новинар (рођ. 1937)
- 2008 — Пол Њумен, амерички глумац, режисер и продуцент (рођ. 1925)
- 2010 — Глорија Стјуарт, америчка глумица (рођ. 1910)
- 2011 — Серђо Бонели, италијански стрип аутор и издавач. (рођ. 1932).

## Празници и дани сећања
- Дан везиста у ЈНА
- Европски дан језика